# Lac-Malcolm

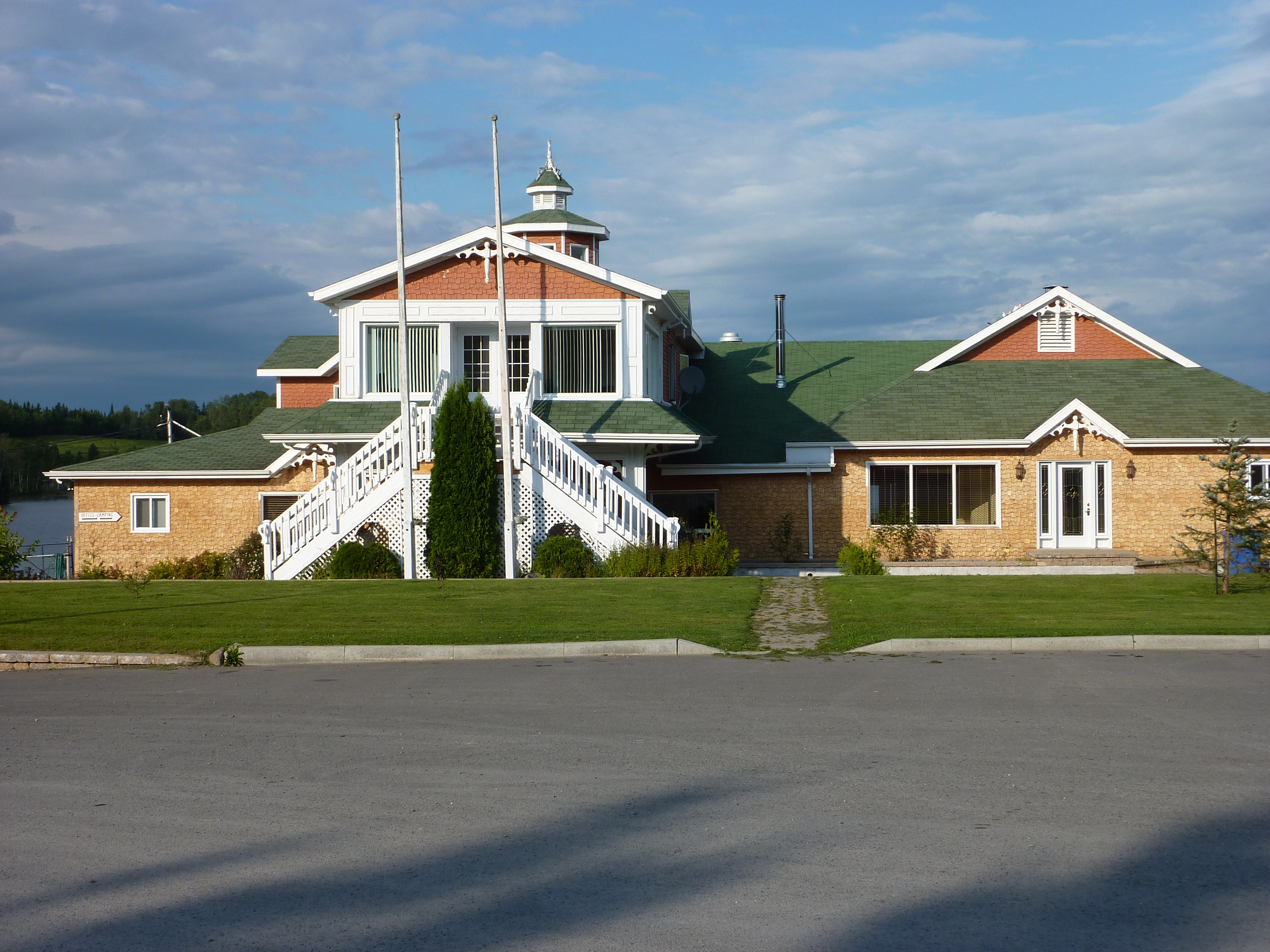
Auberge du Lac-Malcolm

Lac-Malcolm est un hameau de la municipalité canadienne de Sayabec faisant partie de la municipalité régionale de comté de La Matapédia dans la région administrative du Bas-Saint-Laurent dans l'Est du Québec.

### Source en ligne
- Commission de toponymie du Québec